# Japan Post
Japan Post Co., Ltd. är en japansk statlig postoperatör som bildades 1 oktober 2007 när regeringen Koizumi valde privatisera den nationella postväsendet och öppnade upp marknaden för konkurrenter.
Postoperatören har bland annat 13 regionala kontor, 24 511 postkontor och 11 utbildningsinstitut inom Japans gränser.